# 凤城老窖
凤城老窖是中華人民共和國遼寧省凤城市生产的一種白酒。凤城老窖的歷史可追溯至1905年成立的乾德泉烧锅，又名東燒鍋。1984年，酒廠定名為凤城老窖酒廠。後入選遼寧省第四批省級非物質文化遺產名錄。